# Esquí acrobàtic als Jocs Olímpics d'hivern de 2018 - Salts acrobàtics femenins
La prova de salts acrobàtics femenins va ser una de les deu proves que es disputaren als Jocs Olímpics d'Hivern de 2018 de Pyeongchang (Corea del Sud) dins el programa d'esquí acrobàtic. La competició es va disputar entre el 15 i el 16 de febrer al Bogwang Phoenix Park.

## Medaller
| Or                  | Argent          | Bronze           |
| Hanna Huskova (BLR) | Zhang Xin (CHN) | Kong Fanyu (CHN) |

## Resultats

### Classificació
La ronda de classificació es va disputar el 15 de febrer a les 20:00. Les 6 primers passaven a la final. La resta passaven a una segona ronda de classificació.
| Posició | Dorsal | Nom                      | País                       | Puntuació | Notes |
| ------- | ------ | ------------------------ | -------------------------- | --------- | ----- |
| 1       | 9      | Alexandra Orlova         | Atletes Olímpics de Rússia | 102.22    | Q     |
| 2       | 2      | Hanna Huskova            | Belarús                    | 100.45    | Q     |
| 3       | 1      | Xu Mengtao               | R.P. de la Xina            | 99.37     | Q     |
| 4       | 3      | Kristina Spiridonova     | Atletes Olímpics de Rússia | 97.64     | Q     |
| 5       | 6      | Danielle Scott           | Austràlia                  | 93.76     | Q     |
| 6       | 29     | Zhang Xin                | R.P. de la Xina            | 90.24     | Q     |
| 7       | 12     | Kong Fanyu               | R.P. de la Xina            | 89.77     |       |
| 8       | 16     | Liubov Nikitina          | Atletes Olímpics de Rússia | 88.83     |       |
| 9       | 17     | Madison Olsen            | Estats Units               | 87.88     |       |
| 10      | 19     | Olga Polyuk              | Ucraïna                    | 82.21     |       |
| 11      | 13     | Ashley Caldwell          | Estats Units               | 81.81     |       |
| 12      | 22     | Zhanbota Aldabergenova   | Kazakhstan                 | 81.07     |       |
| 13      | 20     | Yan Ting                 | R.P. de la Xina            | 80.95     |       |
| 14      | 27     | Marzhan Akzhigit         | Kazakhstan                 | 79.17     |       |
| 15      | 11     | Alla Tsuper              | Belarús                    | 77.90     |       |
| 16      | 18     | Catrine Lavallée         | Canadà                     | 73.08     |       |
| 17      | 8      | Kiley McKinnon           | Estats Units               | 72.26     |       |
| 18      | 5      | Lydia Lassila            | Austràlia                  | 66.27     |       |
| 19      | 7      | Laura Peel               | Austràlia                  | 64.86     |       |
| 20      | 10     | Alina Gridneva           | Atletes Olímpics de Rússia | 60.16     |       |
| 21      | 26     | Akmarzhan Kalmurzayeva   | Kazakhstan                 | 58.58     |       |
| 22      | 14     | Samantha Wells           | Austràlia                  | 54.28     |       |
| 23      | 28     | Ayana Zholdas            | Kazakhstan                 | 51.01     |       |
| 24      | 4      | Aliaksandra Ramanouskaya | Belarús                    | 38.85     |       |
| 25      | 30     | Kim Kyoung-eun           | Corea del Sud              | 35.67     |       |

### Classificació 2
La segona ronda de classificació va tenir lloc el 15 de febrer a les 20:45. Les 6 millors passaven a la final.
| Posició | Dorsal | Nom                      | País                       | Ronda 1 | Ronda 2 | Millor | Notes |
| ------- | ------ | ------------------------ | -------------------------- | ------- | ------- | ------ | ----- |
| 1       | 11     | Alla Tsuper              | Belarús                    | 77.90   | 99.37   | 99.37  | Q     |
| 2       | 12     | Kong Fanyu               | R.P. de la Xina            | 89.77   | 95.17   | 95.17  | Q     |
| 3       | 7      | Laura Peel               | Austràlia                  | 64.86   | 89.46   | 89.46  | Q     |
| 4       | 16     | Liubov Nikitina          | Atletes Olímpics de Rússia | 88.83   | 84.24   | 88.83  | Q     |
| 5       | 8      | Kiley McKinnon           | Estats Units               | 72.26   | 87.88   | 87.88  | Q     |
| 6       | 17     | Madison Olsen            | Estats Units               | 87.88   | 80.04   | 87.88  | Q     |
| 7       | 22     | Zhanbota Aldabergenova   | Kazakhstan                 | 81.07   | 85.36   | 85.36  |       |
| 8       | 4      | Aliaksandra Ramanouskaya | Belarús                    | 38.85   | 83.65   | 83.65  |       |
| 9       | 20     | Yan Ting                 | R.P. de la Xina            | 80.95   | 82.94   | 82.94  |       |
| 10      | 19     | Olga Polyuk              | Ucraïna                    | 82.21   | 55.50   | 82.21  |       |
| 11      | 13     | Ashley Caldwell          | Estats Units               | 81.81   | 55.86   | 81.81  |       |
| 12      | 27     | Marzhan Akzhigit         | Kazakhstan                 | 79.17   | 70.20   | 79.17  |       |
| 13      | 18     | Catrine Lavallée         | Canadà                     | 73.08   | 71.34   | 73.08  |       |
| 14      | 5      | Lydia Lassila            | Austràlia                  | 66.27   | 63.45   | 66.27  |       |
| 15      | 10     | Alina Gridneva           | Atletes Olímpics de Rússia | 60.16   | 60.98   | 60.98  |       |
| 16      | 26     | Akmarzhan Kalmurzayeva   | Kazakhstan                 | 58.58   | 47.32   | 58.58  |       |
| 17      | 14     | Samantha Wells           | Austràlia                  | 54.28   | 58.27   | 58.27  |       |
| 18      | 28     | Ayana Zholdas            | Kazakhstan                 | 51.01   | 57.98   | 57.98  |       |
| 19      | 30     | Kim Kyoung-eun           | Corea del Sud              | 35.67   | 44.20   | 44.20  |       |

### Final
La final es va disputar el 16 de febrer a les 20:00.
| Posició | Dorsal | Nom                  | País                       | Ronda 1 | Posició | Ronda 2     | Posició     | Ronda 3     | Posició     |
| ------- | ------ | -------------------- | -------------------------- | ------- | ------- | ----------- | ----------- | ----------- | ----------- |
| 1       | 2      | Hanna Huskova        | Belarús                    | 94.15   | 1       | 85.05       | 4           | 96.14       | 1           |
| 2       | 29     | Zhang Xin            | R.P. de la Xina            | 87.25   | 6       | 94.11       | 2           | 95.52       | 2           |
| 3       | 12     | Kong Fanyu           | R.P. de la Xina            | 89.77   | 4       | 97.29       | 1           | 70.14       | 3           |
| 4       | 11     | Alla Tsuper          | Belarús                    | 90.82   | 3       | 84.00       | 5           | 59.94       | 4           |
| 5       | 7      | Laura Peel           | Austràlia                  | 85.05   | 9       | 85.65       | 3           | 55.34       | 5           |
| 6       | 17     | Madison Olsen        | Estats Units               | 85.36   | 8       | 83.23       | 6           | 47.23       | 6           |
| 7       | 16     | Liubov Nikitina      | Atletes Olímpics de Rússia | 85.68   | 7       | 80.01       | 7           | No continua | No continua |
| 8       | 9      | Alexandra Orlova     | Atletes Olímpics de Rússia | 89.28   | 5       | 61.25       | 8           | No continua | No continua |
| 9       | 1      | Xu Mengtao           | R.P. de la Xina            | 91.00   | 2       | 59.25       | 9           | No continua | No continua |
| 10      | 8      | Kiley McKinnon       | Estats Units               | 80.95   | 10      | No continua | No continua | No continua | No continua |
| 11      | 3      | Kristina Spiridonova | Atletes Olímpics de Rússia | 57.64   | 11      | No continua | No continua | No continua | No continua |
| 12      | 6      | Danielle Scott       | Austràlia                  | 57.01   | 12      | No continua | No continua | No continua | No continua |